# Russula nana
Russula nana Killerm. – gatunek grzybów należący do rodziny gołąbkowatych (Russulaceae).

## Systematyka i nazewnictwo
Pozycja w klasyfikacji według Index Fungorum: Russula, Russulaceae, Russulales, Incertae sedis, Agaricomycetes, Agaricomycotina, Basidiomycota, Fungi.
Po raz pierwszy opisał go w 1939 r. Sebastian Killerman w Niemczech i nadana przez niego nazwa naukowa jest aktualna.

## Morfologia
Kapelusz o średnicy1–4 cm, czerwony, często białawy, wyblakły jak gołąbek wymiotny (Russula emetica). Blaszki początkowo białe, potem kremowożółte, często słabo rozwidlone. Trzon o wysokości 6–12 cm, grubość 2–4 cm, biały, z czasem szarzejący. Miąższ biały, pod skórką różowawy, w FeSO4 różowy, w gwajakolu niebieskozielony, w fenolu różowy. Wysyp zarodników kremowożółtawy.

## Występowanie i siedlisko
Występuje w Ameryce Północnej, Europie i Azji. Najwięcej stanowisk podano w Europie. Brak go w opracowanym w 2003 r. przez Władysława Wojewodę wykazie wielkoowocnikowych grzybów podstawkowych Polski, jego stanowiska podali Ronikier i Adamčík w 2009 r.
Naziemny grzyb mykoryzowy występujący w wysokich górach w towarzystwie różaneczników, rdestu żyworodnego, krzewinek wierzby zielnej, wierzby wykrojonej i dębika ośmiopłatkowego.